# To the 5 Boroughs
| Совокупная оценка    | Совокупная оценка |
| Источник             | Оценка            |
| -------------------- | ----------------- |
| Metacritic           | 71/100            |
| Оценки критиков      |                   |
| Источник             | Оценка            |
| AllMusic             | [ 2 ]             |
| Entertainment Weekly | B+                |
| The Guardian         | [ 1 ]             |
| Los Angeles Times    | [ 5 ]             |
| NME                  | 8/10              |
| Pitchfork            | 7.9/10            |
| Q                    | [ 8 ]             |
| Rolling Stone        | [ 9 ]             |
| Uncut                | [ 10 ]            |
| The Village Voice    | A−                |

To the 5 Boroughs — шестой студийный альбом американской хип-хоп группы Beastie Boys, был издан 15 июня 2004 года на лейбле Capitol Records. Пластинка дебютировала на первом месте чарта Billboard, за первую неделю было продано 360 000 дисков. Альбом был продан в количестве более 1 миллиона копий на родине музыкантов и получил статус «платинового».

## Об альбоме
Первый сингл альбома, «Ch-Check It Out», дебютировал в саундтреке первого сезона телесериала «Одинокие сердца» (эпизод был показан 28 апреля 2004 года). Альбом получил небольшую толику антирекламы после того, как появились слухи, что на компакт-диске присутствует троянская программа. Музыканты опровергли эти слухи, заявив о том, что на диске не было каких-либо программ с защитой от копирования. Хотя, всё же, на европейском издании альбома присутствовала программа CDS-200 — механизм защиты от копирования, который был стандартной практикой для всех европейских релизов лейблов EMI/Capitol, изданных на территории Европы, но этот софт не является программой-шпионом.

## Отзывы критиков
Альбом был тепло принят музыкальными критиками, его рейтинг равен 71 % на сайте Metacritic. Музыкальный портал Playlouder охарактеризовал альбом как: «Триумф Beastie Boys». Рецензент журнала Rolling Stone отмечал: «To the 5 Boroughs является захватывающим, поразительно сбалансированным: быстрым, забавным и отрезвляющим альбомом». Джейсон Томпсон из издания PopMatters назвал этот диск «лучшим альбом Beastie Boys со времён Paul's Boutique». Обозреватель газеты Entertainment Weekly — Том Синклер писал: «Здешний бит […] простой и эффективный, с располагающим к себе отсутствия наворотов, которые так отвлекали на Hello Nasty». В рецензии сайта Allmusic отмечалось следующее: «Довольно впечатляющая запись, становясь зрелыми, музыканты Beastie Boys превращаются в опытных мастеров, которые могут удовлетворить слушателя, отличной записью, вроде этой». Рецензент журнала NME писал: «Как и Мисси Эллиотт, Beasties исследуют новые грани хип-хопа — его прошлого, настоящего и будущего». В рецензии от портала The Onion AV Club, было написано следующее: «Beastie Boys возвращаются к своему раннему звучанию, предоставляя слушателям все краски молодости, наряду с созидательной мудростью, которая приходит только с опытом». Музыкальный портал E! Online поставил альбому рейтинг «B-», охарактеризовав его «забавным, но едва ли свежим».

## Список композиций
| №   | Название                 | Длительность |
| --- | ------------------------ | ------------ |
| 1.  | «Ch-Check It Out»        | 3:12         |
| 2.  | «Right Right Now Now»    | 2:46         |
| 3.  | «3 the Hard Way»         | 2:48         |
| 4.  | «It Takes Time to Build» | 3:11         |
| 5.  | «Rhyme the Rhyme Well»   | 2:47         |
| 6.  | «Triple Trouble»         | 2:43         |
| 7.  | «Hey Fuck You»           | 2:21         |
| 8.  | «Oh Word?»               | 2:59         |
| 9.  | «That's It That's All»   | 2:28         |
| 10. | «All Lifestyles»         | 2:33         |
| 11. | «Shazam!»                | 2:26         |
| 12. | «An Open Letter to NYC»  | 4:18         |
| 13. | «Crawlspace»             | 2:53         |
| 14. | «The Brouhaha»           | 2:13         |
| 15. | «We Got The»             | 2:27         |

| №   | Название       | Длительность |
| --- | -------------- | ------------ |
| 16. | «Now Get Busy» | 2:25         |

| №  | Название                                                        | Длительность |
| -- | --------------------------------------------------------------- | ------------ |
| 1. | «An Open Letter to NYC»                                         |              |
| 2. | «Rizzle Rizzle Nizzle Nizzle» (Remix for "Right Right Now Now") |              |
| 3. | «MTL Reppin for the 514» (Remix for "Right Right Now Now")      |              |
| 4. | «Sabotage» (Live)                                               |              |
| 5. | «Brr Stick Em»                                                  |              |

## Хит-парады
| Хит-парад (2004)                       | Высшая позиция |
| -------------------------------------- | -------------- |
| Канада (Canadian Albums Chart)         | 1              |
| США (Billboard 200)                    | 1              |
| США (Billboard Top R&B/Hip-Hop Albums) | 1              |